# Arjan Swinkels
Arjan Swinkels (Moergestel, 15 oktober 1984) is een voormalige Nederlands profvoetballer die bij voorkeur als verdediger speelde. Swinkels is een broer van doelman Ruud Swinkels.

## Carrière
Swinkels is afkomstig van amateurclub SV Audacia uit zijn woonplaats Moergestel. Hij werd opgemerkt door de scouts van Willem II en verhuisde naar de jeugdopleiding van de Tricolores. Voor het seizoen 2004/05 werd hij toegevoegd aan de hoofdmacht. Hij speelde zijn eerste officiële wedstrijd voor Willem II op 1 maart 2005 voor de KNVB Beker. De verdediger viel toen in voor de geblesseerd geraakte Albert van der Haar. In het seizoen 2005/06 speelde hij drie wedstrijden. Zijn debuut in de competitie kwam op 18 september 2005, in de met 2-0 gewonnen uitwedstrijd tegen Roda JC. Hij viel in blessuretijd in voor de Belg Tom Caluwé. 
Het daaropvolgende seizoen (2006/2007), was voor Swinkels vooral een jaar van bankzitten en meespelen bij de beloften. Echter, laat in het seizoen komt hij toch regelmatig in actie en had hij zelfs een enkele keer een basisplaats. Door veel supporters werd hij dat seizoen tot held gebombardeerd, omdat hij in een van de laatste wedstrijden van het seizoen, uit tegen RKC Waalwijk een bal van de doellijn haalde. Door die redding bleef het die wedstrijd 1-1 en speelden de Tilburgers zich veilig voor behoud in de eredivisie.
In de voorbereiding op het nieuwe seizoen maakt Swinkels veel wedstrijden mee en dient hij zich als serieuze concurrent voor Delano Hill aan. Ook omdat Hill aan het begin van het seizoen geblesseerd was, was de Moergestelnaar een vaste basiskracht bij de Tricolores. Hij werd door toenmalig trainer Dennis van Wijk zelfs tot aanvoerder gemaakt. De eerste seizoenshelft was voor Swinkels een succes, want ook na de terugkeer van Delano Hill was Swinkels een vaste pion in het elftal. In het uitduel met Roda JC (1-1), begin januari, moet Swinkels zich geblesseerd laten vervangen. Gevreesd werd voor een ernstige knieblessure, maar dat bleek mee te vallen.
Na twee seizoenen als basisspeler is Arjan Swinkels inmiddels uitgegroeid tot een van de absolute publiekslievelingen bij de supporters van Willem II. Dat komt doordat hij als Moergestelnaar afkomstig is uit de regio Tilburg, maar vooral ook omdat hij in het veld altijd een enorme inzet toont. Tijdens het seizoen 2009/2010 werd Swinkels in februari aanvoerder van het eerste elftal, nadat doelman Maikel Aerts zijn aanvoerdersband moest inleveren naar aanleiding van een confrontatie met de supporters in een wedstrijd. In het seizoen 2010/2011 degradeerde hij met Willem II naar de eerste divisie. Het jaar erna promoveerde hij weer naar de eredivisie, door FC Den Bosch te verslaan in de play-offs om promotie-degradatie.
Swinkels verruilde Willem II in 2012 voor het Belgische Lierse SK. Daar werd hij na de jaargang 2013–2014 uitgeroepen tot speler van het seizoen. Nadat Lierse op 1 februari 2015 trainer Slaviša Stojanovič ontsloeg, kregen ook een aantal spelers te horen ze per direct mochten vertrekken, waaronder Swinkels. Zijn contract werd de volgende dag ontbonden. Een paar uur later tekende hij een contract voor anderhalf jaar bij Roda JC Kerkrade, op dat moment actief in de Eerste divisie. Met die club dwong hij via de play-offs 2015 promotie af naar de Eredivisie, ten koste van NAC Breda. Een jaar later droeg hij in 31 competitiewedstrijden bij aan het bereiken van de veertiende plaats.
Na twee seizoenen bij Roda JC ging Swinkels niet in op een aanbod om zijn aflopende verbintenis bij de club te verlengen. In plaats daarvan tekende hij in juni 2016 een contract tot medio 2018 bij FCO Beerschot Wilrijk, dat in het voorgaande seizoen promoveerde naar de Eerste klasse amateurs in België. Swinkels promoveerde met Beerschot Wilrijk meteen naar Eerste klasse B. Bijna zat er een tweede promotie op rij in voor Swinkels met Beerschot Wilrijk, maar in de titelwedstrijden was Cercle Brugge te sterk. Na twee jaar op rij door de supporters uitgeroepen te zijn tot Manneke van 't seizoen (de beste speler) verkaste de verdediger dan maar transfervrij naar KV Mechelen. In zijn eerste Mechelse jaar beleefde hij een succesvol seizoen. Met Malinwa werd hij kampioen van Eerste Klasse B en won hij de Beker van België. Na afloop van zijn tweede jaar werd zijn contract niet verlengd. De 35-jarige Swinkels keerde terug naar Nederland waar hij een eenjarige verbintenis ondertekende bij eredivisionist VVV-Venlo met de optie voor nog een jaar. Na de degradatie in 2021 besloot VVV de optie in zijn contract niet te lichten en na een seizoen alweer afscheid van hem te nemen. Eind augustus 2021 keerde Swinkels terug naar België om daar samen met zijn broer Ruud bij FC Esperanza Pelt te gaan spelen. In mei 2022 werd Swinkels aangesteld als hoofd jeugdopleiding bij Willem II.

## Statistieken
| Seizoen                                 | Club                   | Competitie             | Competitie | Competitie | Play-offs | Play-offs | Beker | Beker | Supercup | Supercup | Totaal | Totaal |
| Seizoen                                 | Club                   | Competitie             | Wed.       | Dlp.       | Wed.      | Dlp.      | Wed.  | Dlp.  | Wed.     | Dlp.     | Wed.   | Dlp.   |
| --------------------------------------- | ---------------------- | ---------------------- | ---------- | ---------- | --------- | --------- | ----- | ----- | -------- | -------- | ------ | ------ |
| 2004/05                                 | Willem II              | Eredivisie             | 0          | 0          | 0         | 0         | 1     | 0     | —        | —        | 1      | 0      |
| 2005/06                                 | Willem II              | Eredivisie             | 3          | 0          | 0         | 0         | 0     | 0     | —        | —        | 3      | 0      |
| 2006/07                                 | Willem II              | Eredivisie             | 9          | 0          | 0         | 0         | 0     | 0     | —        | —        | 9      | 0      |
| 2007/08                                 | Willem II              | Eredivisie             | 31         | 2          | 0         | 0         | 1     | 0     | —        | —        | 32     | 2      |
| 2008/09                                 | Willem II              | Eredivisie             | 30         | 2          | 0         | 0         | 1     | 0     | —        | —        | 31     | 2      |
| 2009/10                                 | Willem II              | Eredivisie             | 23         | 2          | 3         | 0         | 1     | 0     | —        | —        | 27     | 2      |
| 2010/11                                 | Willem II              | Eredivisie             | 29         | 1          | 0         | 0         | 1     | 0     | —        | —        | 30     | 1      |
| 2011/12                                 | Willem II              | Eerste divisie         | 33         | 6          | 4         | 1         | 1     | 0     | —        | —        | 38     | 7      |
| 2012/13                                 | K Lierse SK            | Eerste klasse A        | 10         | 1          | 6         | 0         | 0     | 0     | —        | —        | 16     | 1      |
| 2013/14                                 | K Lierse SK            | Eerste klasse A        | 27         | 0          | 5         | 0         | 1     | 0     | —        | —        | 33     | 0      |
| 2014/15                                 | K Lierse SK            | Eerste klasse A        | 14         | 0          | 0         | 0         | 0     | 0     | —        | —        | 14     | 0      |
| 2014/15                                 | Roda JC                | Eerste divisie         | 14         | 0          | 4         | 0         | 0     | 0     | —        | —        | 18     | 0      |
| 2015/16                                 | Roda JC                | Eredivisie             | 31         | 0          | 0         | 0         | 3     | 0     | —        | —        | 34     | 0      |
| 2016/17                                 | KFCO Beerschot Wilrijk | Eerste klasse amateurs | 28         | 2          | 0         | 0         | 3     | 0     | —        | —        | 31     | 2      |
| 2017/18                                 | KFCO Beerschot Wilrijk | Eerste klasse B        | 28         | 1          | 3         | 0         | 2     | 1     | —        | —        | 33     | 2      |
| 2018/19                                 | KV Mechelen            | Eerste klasse B        | 30         | 2          | 0         | 0         | 6     | 0     | —        | —        | 36     | 2      |
| 2019/20                                 | KV Mechelen            | Eerste klasse A        | 24         | 0          | 0         | 0         | —     | —     | 1        | 0        | 25     | 0      |
| 2020/21                                 | VVV-Venlo              | Eredivisie             | 20         | 0          | 0         | 0         | 3     | 0     | —        | —        | 23     | 0      |
| 2021/22                                 | FC Esperanza Pelt      | Derde afdeling         | 14         | 0          | 0         | 0         | 0     | 0     | —        | —        | 14     | 0      |
| Carrière totaal                         | Carrière totaal        | Carrière totaal        | 398        | 19         | 25        | 1         | 24    | 1     | 1        | 0        | 447    | 21     |
| Bijgewerkt tot en met 17 september 2022 |                        |                        |            |            |           |           |       |       |          |          |        |        |

## Palmares
| Competitie               | Aantal      | Jaren       |             |             |
| KV Mechelen              | KV Mechelen | KV Mechelen | KV Mechelen | KV Mechelen |
| ------------------------ | ----------- | ----------- | ----------- | ----------- |
| Nationaal                |             |             |             |             |
| Kampioen Eerste Klasse B | 1x          | 2018/2019   |             |             |
| Beker van België         | 1x          | 2019        |             |             |